# Parafia Wszystkich Świętych w Dzierzbinie
Parafia Wszystkich Świętych w Dzierzbinie – rzymskokatolicka parafia położona w północnej części powiatu kaliskiego. Administracyjnie należy do diecezji włocławskiej (dekanat tuliszkowski).
Proboszczem parafii jest ks. mgr Stanisław Kiermasz.